# Anaïc ou le Balafré
Anaïc ou le Balafré, comercialitzat als estats units com Not Guilty és un curtmetratge mut francès de 1908 acreditat a Georges Méliès. Va ser venut als Estats Units per la Star Film Company de Méliès i està numerat 1301–1309 als seus catàlegs.
Una anàlisi de l'estil de la pel·lícula de 1981, publicada en una guia del Centre National de la Cinématographie de l'obra de Méliès, va concloure que aquesta pel·lícula és probablement una de les dirigides per l'empleat de Méliès, un actor conegut com Manuel. L'exemplar revisat per a la guia CNC ha demostrat ser editat de manera no cronològica, amb les escenes fora d'ordre; aquesta condició suggereix que Anaïc ou le Balafré va ser una d'un lot de pel·lícules que l'equip de Méliès va produir en una cadena de muntatge precipitada, i enviades a Amèrica abans que s'hagués editat en forma.